# Koryciński

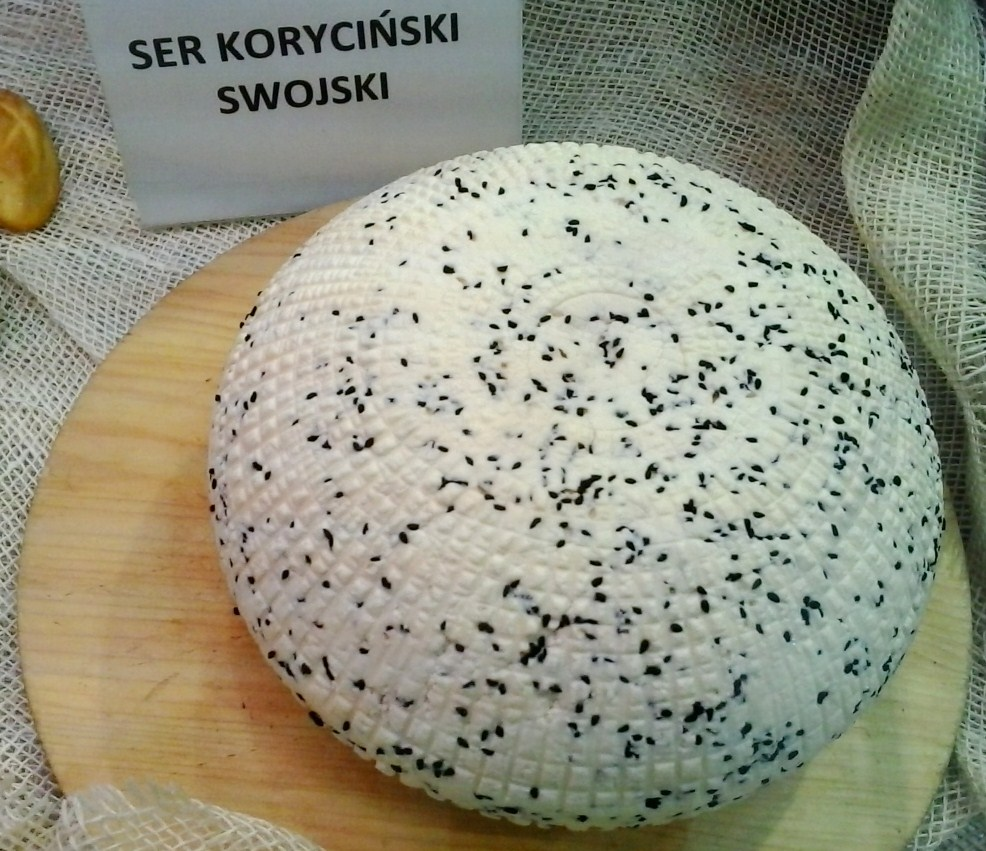
Queso Koryciński.

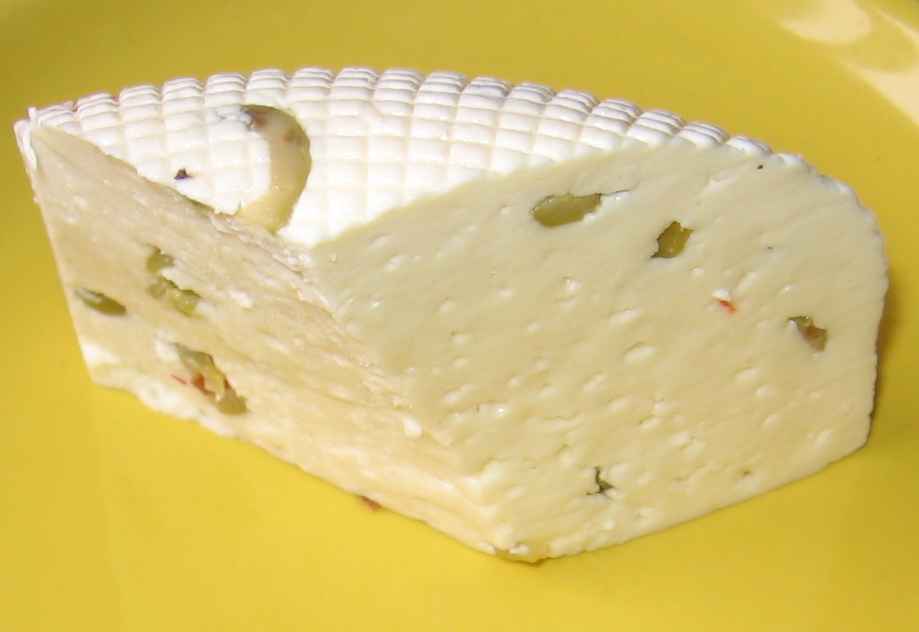
Versión del queso Koryciński aromatizada con pimientos y aceitunas.

Koryciński, también conocido como "Swojski" (queso acogedor o hogareño, en español), es un queso amarillo duro hecho de leche de vaca, llamado así por el pueblo de Korycin en Polonia, y hecho en el voivodato de Podlaquia al este del país. En la técnica tradicional de producción del queso, se usaban estómagos de ternera secos y pulverizados para el cuajo y sal. El queso toma la forma de una bola aplanada con un diámetro de 30 cm y un peso de 3 kg. Normalmente, se usan alrededor de 25 litros de leche para producirla. Se considera el queso amarillo polaco más antiguo. Actualmente, se producen diferentes variedades de queso, especialmente las que tienen hierbas y ajo como ingredientes.
La aparición del queso se remonta a la segunda mitad del siglo XVII o XVIII. Es producido desde 2004 por el Sindicato de Productores de Ser Korycinski, con más de 30 miembros, en las comunas de Korycin, Janów y Suchowola del condado de Sokółka.
En 2005, el Ministerio de Agricultura de Polonia incluyó el queso Koryciński en la lista de productos alimenticios tradicionales.